# Bahnhof Grevenbroich
Der Bahnhof Grevenbroich ist ein Bahnhof in der Stadt Grevenbroich, in dem sich die Bahnstrecken der Köln-Ehrenfeld–Rheydt und der Düren–Neuss kreuzen.
Zusammen mit den Bushaltestellen auf dem Bahnhofsvorplatz bildet der Bahnhof einen Verkehrsknotenpunkt im Grevenbroicher Stadtverkehr.

## Geschichte
Das erste Empfangsgebäude des Bahnhofs Grevenbroich wurde nach dem Zweiten Weltkrieg abgerissen. Als Ersatz wurde später ein neues Empfangsgebäude errichtet, das bis heute erhalten ist.
1937 wurden drei Stellwerke in Betrieb genommen: Die Befehlsstelle Grb der Bauform Siemens & Halske 1912 sowie die mechanischen Wärterstellwerke Gn und Gs der Bauform Einheit. 1945 wurden provisorisch das Stellwerk Gn durch das Einheitsschlüsselwerk Gn ersetzt und das Stellwerk Gs zum Fahrdienstleiterstellwerk erhoben, bis 1953 Grb und Gn außer Betrieb und das Relaisstellwerk Gnf der Bauform Dr S 2 als neues Fahrdienstleiterstellwerk in Betrieb genommen wurden.

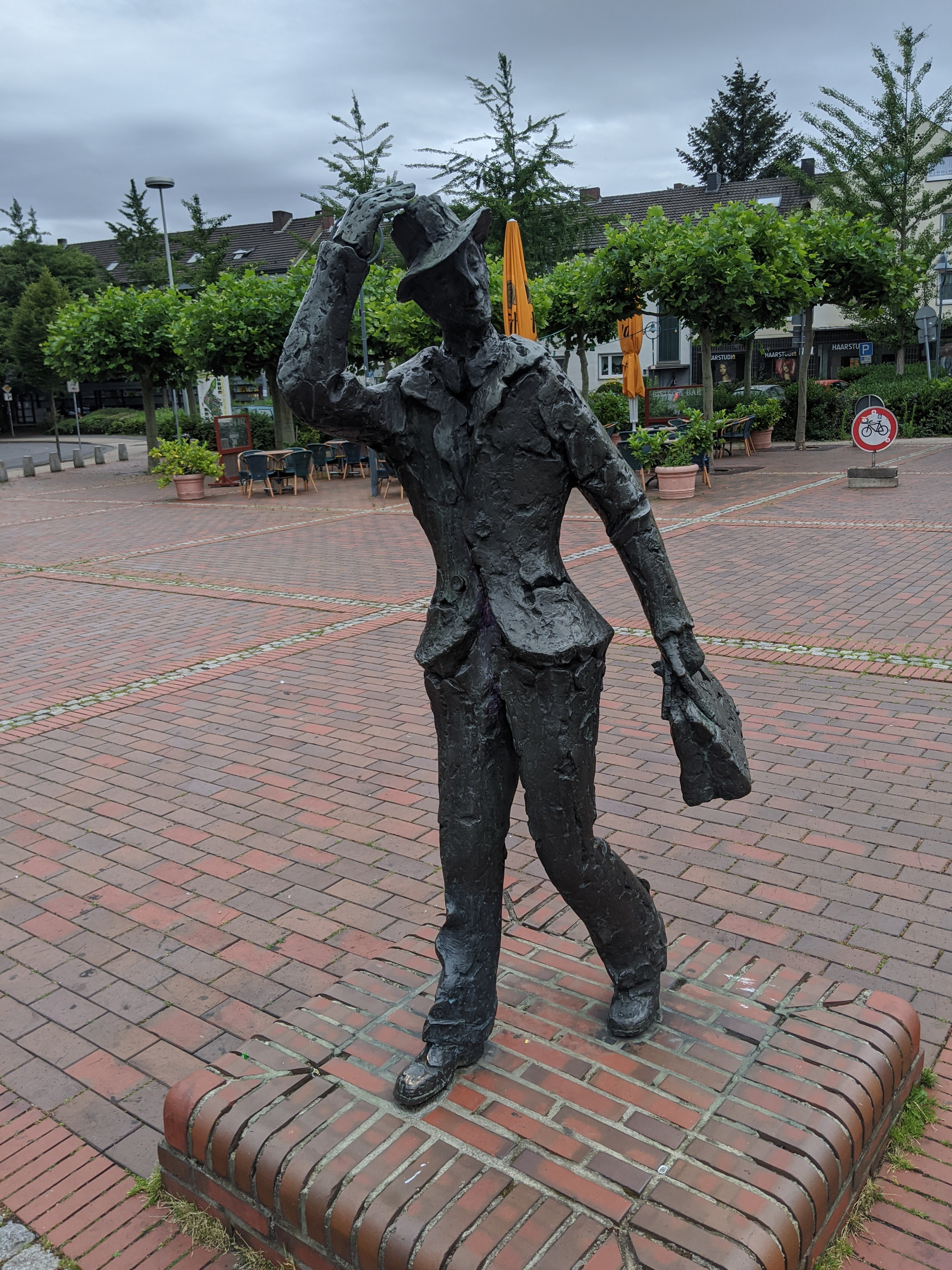
Der Nachbar von Heinz Tobolla

Auf dem Bahnhofsvorplatz wurde die 1984 erstellte Statue Der Nachbar von Heinz Tobolla installiert.
Die beiden Stellwerke Gnf und Gs wurden am 25. März 2006 außer Betrieb genommen und durch das am darauffolgenden Tag in Betrieb genommene elektronische Stellwerk Grevenbroich ersetzt. Dieses wird von der Betriebszentrale Duisburg ferngesteuert und bedient die Streckenabschnitte Gustorf–Holzheim, Grevenbroich Erftwerk–Rheydt Hauptbahnhof und Rheydt Hauptbahnhof–Übach-Palenberg.
Der Bereich des früheren Güterbahnhofs, der westlich der Bahnsteige lag, wurde bis 2003 massiv zurückgebaut, sodass nichts mehr davon vorhanden blieb. Lediglich eine große Brachfläche ließ die frühere Ausdehnung erahnen. Bis 2023 wurde ein großer Teil mit Gewerbebauten und Parkplätzen überbaut. Auch der Zugang zum Bahnhof von Westen wurde barrierefrei gestaltet.
Im Zeitraum von Juli bis September 2012 wurde der Bahnhof teilweise saniert. Es wurde ein neuer Bodenbelag mit Bodenleitsystem umgesetzt sowie die Aufarbeitung des Eingangsbereiches umgesetzt. Die mittlere Tür des Eingangsbereiches wurde durch einen automatischen Öffnungsmechanismus ersetzt, der es Rollstuhlfahrern und Mobilitäts-Eingeschränkten ermöglicht, den Bahnhof barrierefrei zu erreichen. Für dieses Projekt investierte die Deutsche Bahn rund 300.000 €.
Die Deutsche Bahn plant den Ersatz des Bahnübergangs Blumenstraße in Nordkopf durch eine Straßenunterführung an der Stelle des seit 2006 nicht mehr genutzten und im Mai 2024 abgerissenen Stellwerksgebäudes Gnf.
Die Stadt betreibt am Bahnhof in Grevenbroich seit 2015 – aufgrund der hohen Reinigungskosten – keine eigene Toilettenanlage mehr. Stattdessen kann man in einem fußläufig erreichbaren Restaurantbetrieb – im Rahmen von dessen Öffnungszeiten – auf die Toilette gehen. In der Zeit zwischen 22:00 Uhr abends und 10:00 Uhr morgens steht daher in direkter Bahnhofsnähe kein entsprechender Service zur Verfügung.

## Bedienung

### Schienenpersonennahverkehr
Der Bahnhof wird im Schienenpersonennahverkehr von folgenden drei Linien bedient:
| Linie | Linienbezeichnung | Taktfrequenz                                  |
| ----- | --- | --------------------------------------------- |
| RE 8  | Rhein-Erft-Express: (Mönchengladbach Hbf – Rheydt Hbf – Rheydt-Odenkirchen – Hochneukirch – Jüchen – Grevenbroich –)* Rommerskirchen – Stommeln – Pulheim – Köln-Ehrenfeld – Köln Hbf – Köln Messe/Deutz – Porz (Rhein) – Troisdorf – Friedrich-Wilhelms-Hütte – Menden (Rheinl) – Bonn-Beuel – Bonn-Oberkassel – Niederdollendorf – Königswinter – Rhöndorf – Bad Honnef (Rhein) – Unkel – Linz (Rhein) – Bad Hönningen – Rheinbrohl – Neuwied – Urmitz Rheinbrücke – Koblenz-Lützel – Koblenz Stadtmitte – Koblenz Hbf * nur werktags Stand: Fahrplanwechsel Dezember 2023                                | 60 min                                        |
| RB 27 | Rhein-Erft-Bahn: Mönchengladbach Hbf – Rheydt Hbf – Rheydt-Odenkirchen – Hochneukirch – Jüchen – Grevenbroich – Rommerskirchen – Stommeln – Pulheim – Köln-Ehrenfeld – Köln Hbf – Köln Messe/Deutz – Köln/Bonn Flughafen – Troisdorf – Friedrich-Wilhelms-Hütte – Menden (Rheinl) – Bonn-Beuel – Bonn-Oberkassel – Niederdollendorf – Königswinter – Rhöndorf – Bad Honnef (Rhein) – Unkel – Erpel (Rhein) – Linz (Rhein) – Leubsdorf (Rhein) – Bad Hönningen – Rheinbrohl – Leutesdorf (Rhein) – Neuwied – Engers – Vallendar – Koblenz-Ehrenbreitstein – Koblenz Hbf Stand: Fahrplanwechsel Dezember 2023 | 60 min                                        |
| RB 39 | Düssel-Erft-Bahn: (Düsseldorf Hbf – Düsseldorf-Bilk –)* Neuss Hbf – Holzheim (b. Neuss) – Kapellen-Wevelinghoven – Grevenbroich – Gustorf – Frimmersdorf – Bedburg (Erft) * nur wochentags sowie am Wochenende in Tagesrandlage Stand: Fahrplanwechsel Dezember 2021 | 60 min 30 min (Neuss–Grevenbroich wochentags) |

### Bahnsteigbelegung
In der Regel halten die Regionalverkehrslinien wie folgt auf den Bahnsteiggleisen:
| Gleis | Linie      | Verwendung                |
| ----- | ---------- | ------------------------- |
| 1     | RE 8 RB 27 | nach Mönchengladbach      |
| 2     | RB 39      | nach Neuss und Düsseldorf |
| 3     | RB 39      | nach Bedburg und Neuss    |
| 4     | RE 8 RB 27 | nach Köln und Koblenz     |

### Öffentlicher Personennahverkehr
Die fünf Bushaltestellen am Grevenbroicher Bahnhof werden von zehn Buslinien des Busverkehr Rheinland (BVR) angefahren.
| Linie | Linienverlauf | Takt Mo. – Fr./Sa./So. |
| ----- | --- | ---------------------- |
| 869   | Neuss Stadthalle/Museum – Neuss Süd – Neuss-Reuschenberg – Neuss-Holzheim – Kapellen – Kapellen-Wevelinghoven Bf – Wevelinghoven – Rathaus – Grevenbroich Bf                                                                           | 60/120/–               |
| 871   | Grevenbroich Bf – Rathaus – Allrath – Rommerskirchen-Sinsteden – Rommerskirchen Bf – Rommerskirchen-Butzheim – Dormagen-Knechtsteden – Dormagen-Delhoven – Dormagen Bf (– Dormagen Haberlandstraße)                                    | 60/120/–               |
| 877   | Neuss Landestheater – Neuss Süd – Neuss-Reuschenberg – Neuss-Holzheim – Kapellen – Kapellen-Wevelinghoven Bf – Münchrath – Hülchrath – Neukirchen – Langwaden – Wevelinghoven – Rathaus – Grevenbroich Bf                              | einzelne Fahrten       |
| 878   | Grevenbroich Bf → Rathaus → Wevelinghoven → Langwaden → Neukirchen → Neuss-Hoisten → Neuss-Norf Bf → Neuss-Uedesheim (Kleinbus) | eine Fahrt             |
| 879   | Noithausen → Grevenbroich Bf → Rathaus → Allrath → Barrenstein → Rommerskirchen-Oekoven → Rommerskirchen-Evinghoven → Rommerskirchen-Anstel bzw. Rommerskirchen → Rommerskirchen-Sinsteden → Allrath → Rathaus → Grevenbroich Bf       | einzelne Fahrten       |
| 891   | Neurath – Frimmersdorf – Neuenhausen – Rathaus – Grevenbroich Bf – Hemmerden – Kapellen-Wevelinghoven Bf | 30/60/120              |
| 892   | Gindorf – Gustorf Bf – Grevenbroich Bf – Rathaus – Allrath – Barrenstein – Rommerskirchen-Oekoven – Rommerskirchen-Evinghoven – Rommerskirchen-Anstel – Rommerskirchen-Butzheim – Rommerskirchen Bf – Rommerskirchen-Vanikum – Neurath | 60/60/120              |
| 893   | Kapellen-Wevelinghoven Bf – Kapellen – Wevelinghoven – Grevenbroich Bf | 60/60/120              |
| NE11  | Kapellen-Wevelinghoven Bf → Hemmerden → Noithausen → Grevenbroich Bf → Rathaus → Neuenhausen → Frimmersdorf → Neurath → Allrath → Barrenstein                                                                                          | –/60/–                 |
| NE12  | Kapellen-Wevelinghoven Bf → Kapellen → Wevelinghoven → Rathaus → Grevenbroich Bf → Gustorf Bf → Gindorf → Zur Wassermühle | –/60/–                 |